# Heleanna (Schiff)
Die Heleanna war eine griechische Auto- und Passagierfähre, die zwischen Patras und Ancona verkehrte. Sie geriet 1971 auf See in Brand, wobei es 41 Opfer gab.

## Das Schiff
Der Tanker Munkedal wurde 1953 bei den Götaverken in Göteborg, Schweden, gebaut. Er war 167,37 Meter lang und 20,16 Meter breit. Im Januar 1954 wurde er an die Reederei Munkedals AB, Munkedal geliefert. Im August 1960 wurde er für 5,6 Millionen Schwedische Kronen an die Reederei AB Monacus, Kungsbacka verkauft.
In den 1960er Jahren hatte die griechische Reederei Konstantinos Efthymiadis, Piräus vier schwedische Tanker für den Umbau zu Passagierschiffen erworben:
- die Maria Gorthon (umbenannt in Phaistos) IMO 5413006, 1963
- die Soja-Margareta (umbenannt in Minos) IMO 5336143, 1964, ab 1974 bis 1984 bei der Minoan Lines
- die Soja-Birgitta (umbenannt in Sophia) IMO 5336129, 1965
- die Munkedal (umbenannt in Heleanna) IMO 5243748, 1966.[2]

Nach dem Umbau behielten die Schiffe ihr Aussehen, wurden aber mit Kabinen zwischen Oberdeck und Maschinenraum ausgestattet, um die Passagiere aufzunehmen. Dann wurden die Luken an den Seiten geöffnet. Die Schiffe verkehrten hauptsächlich zwischen Piräus und Kreta oder zwischen Patras und Ancona.
Die Munkedal wurde im Juni 1966 von Efthymiadis für 200.000 Pfund Sterling gekauft. Nach der Übernahme in Port-de-Bouc wurde sie auf Heleanna umgetauft. Am 3. Juni 1966 fuhr sie nach Perama, Griechenland. Dort wurde sie auf einer Werft zur Auto- und Passagierfähre umgebaut und am 23. Juni 1967 für den Fährbetrieb zwischen Patras und Ancona eingesetzt.
Die Heleanna hatte einen 5070 kW Götaverken-MAN Dieselmotor und konnte 676 Passagiere bei einer Geschwindigkeit von 14 Knoten befördern.

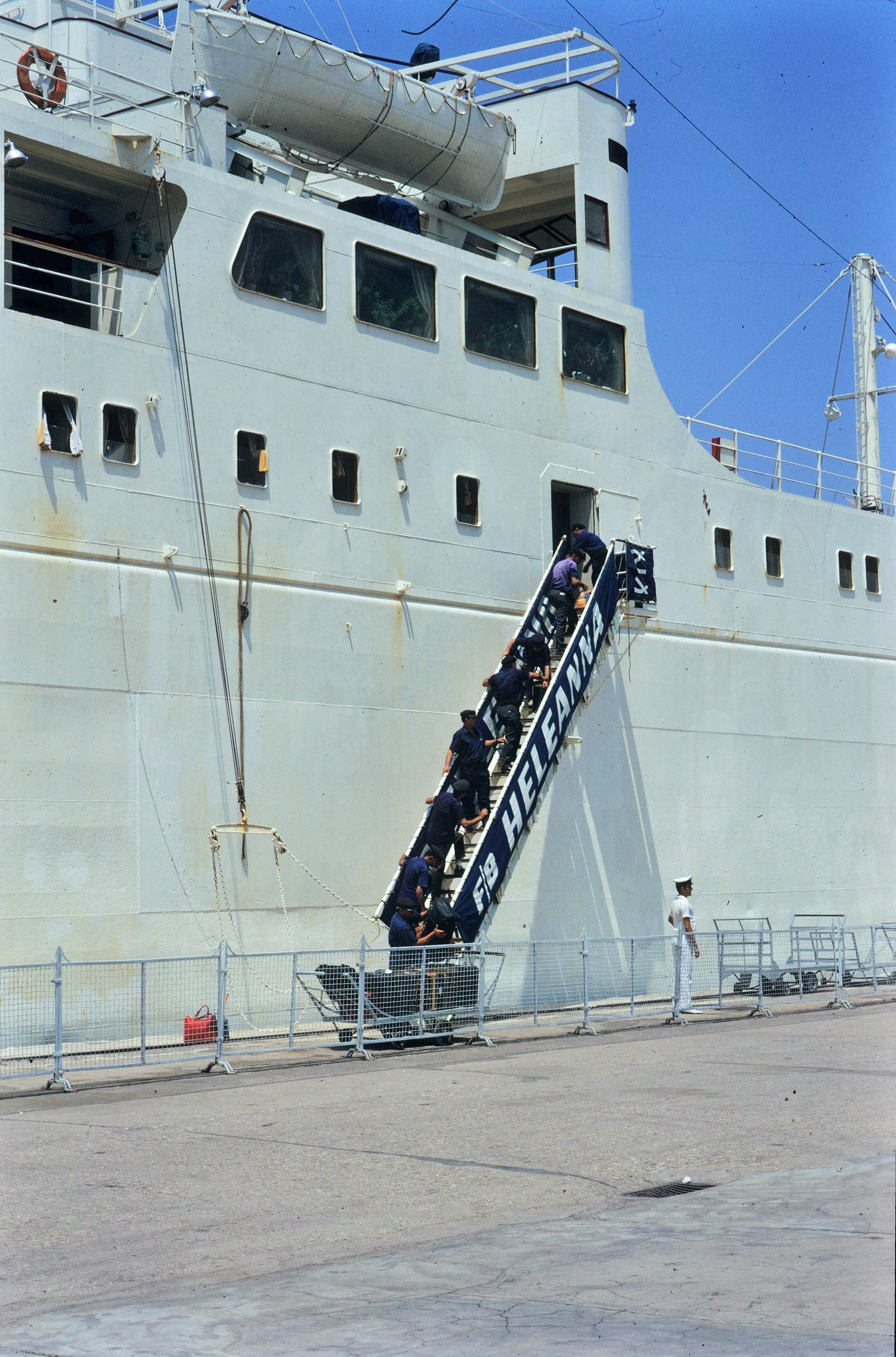
Heleanna „Gepäcklift“
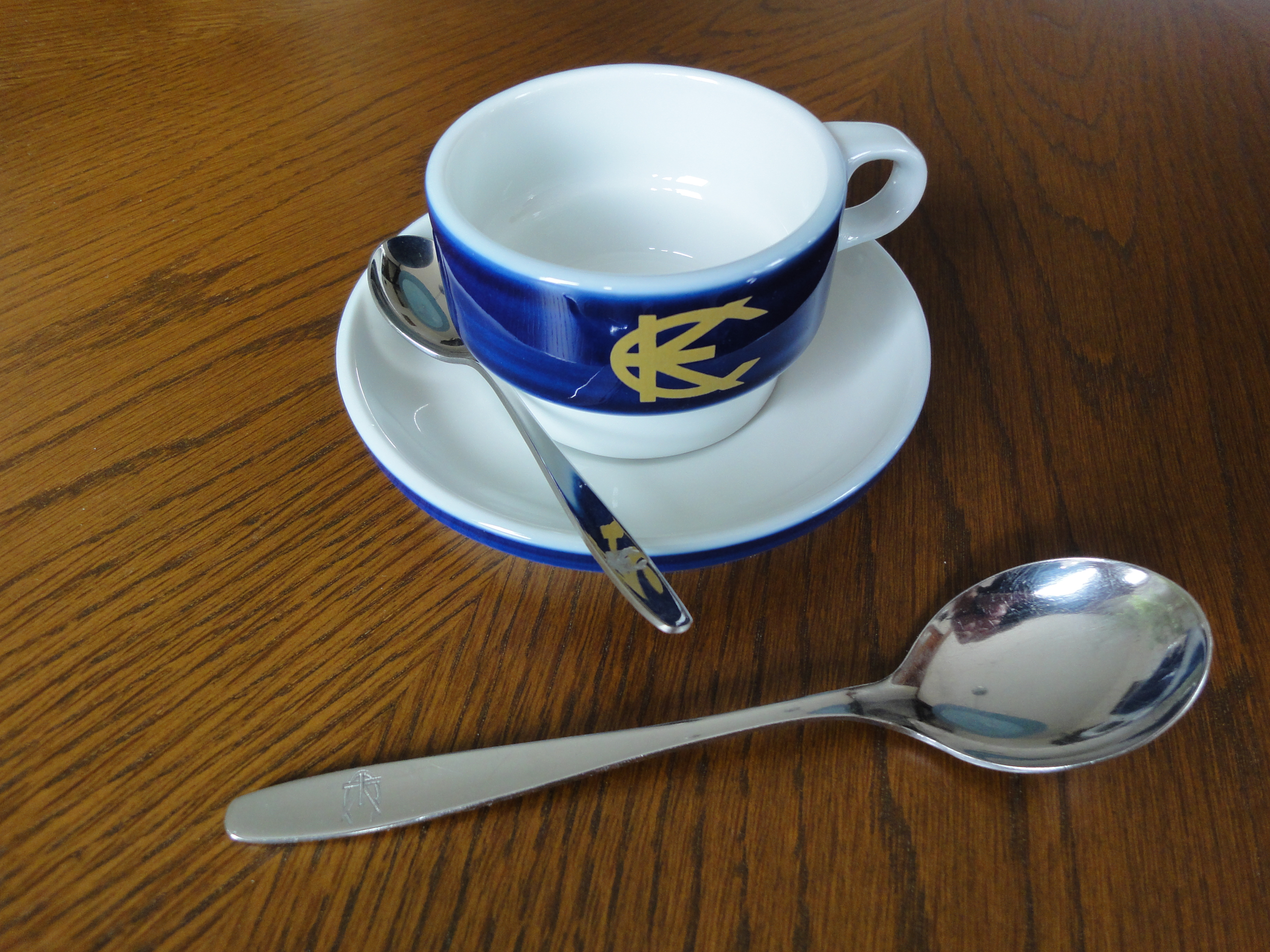
Efthymiadis Logo
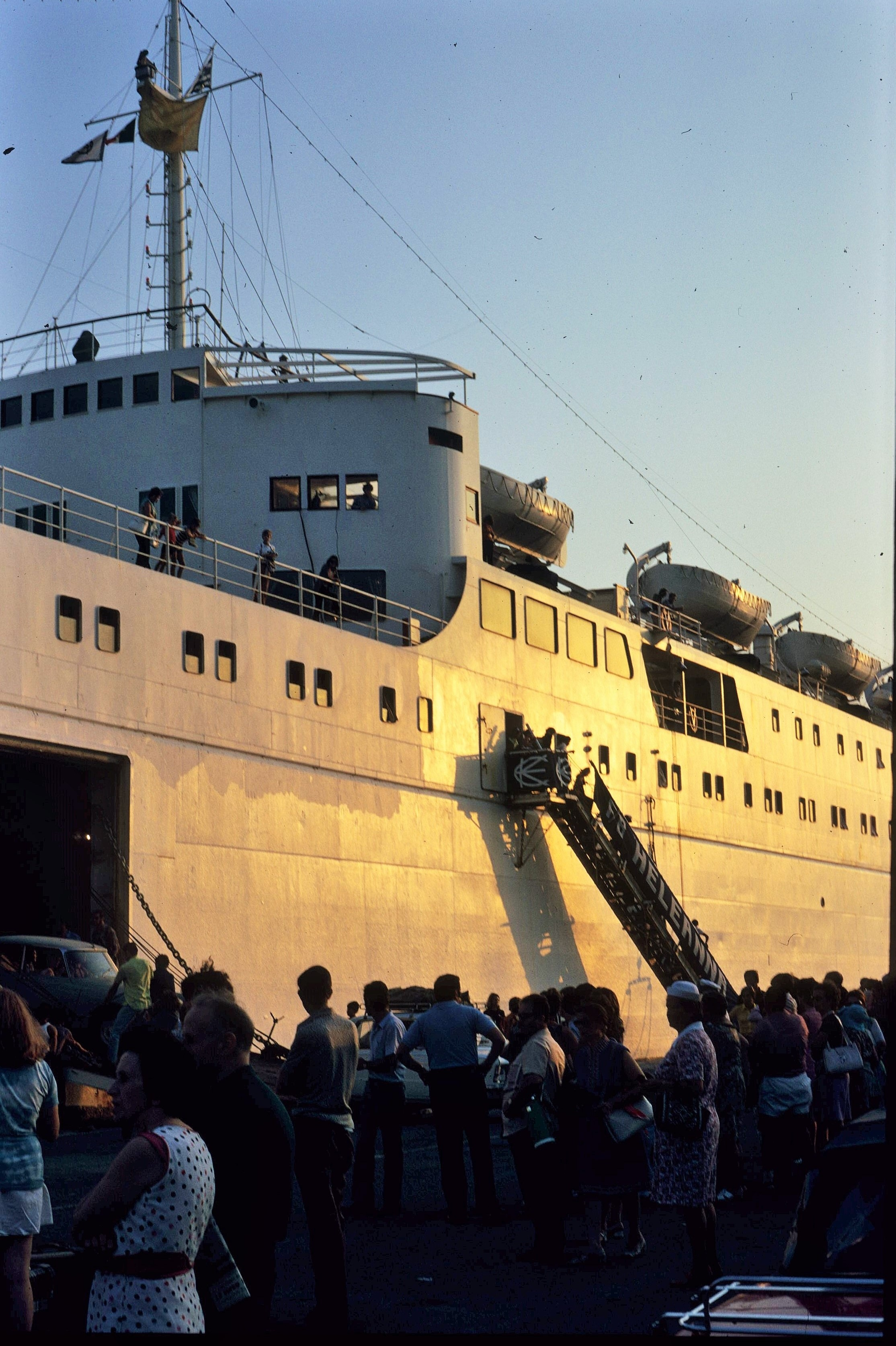
Andrang beim Auto- und Passagierverlad
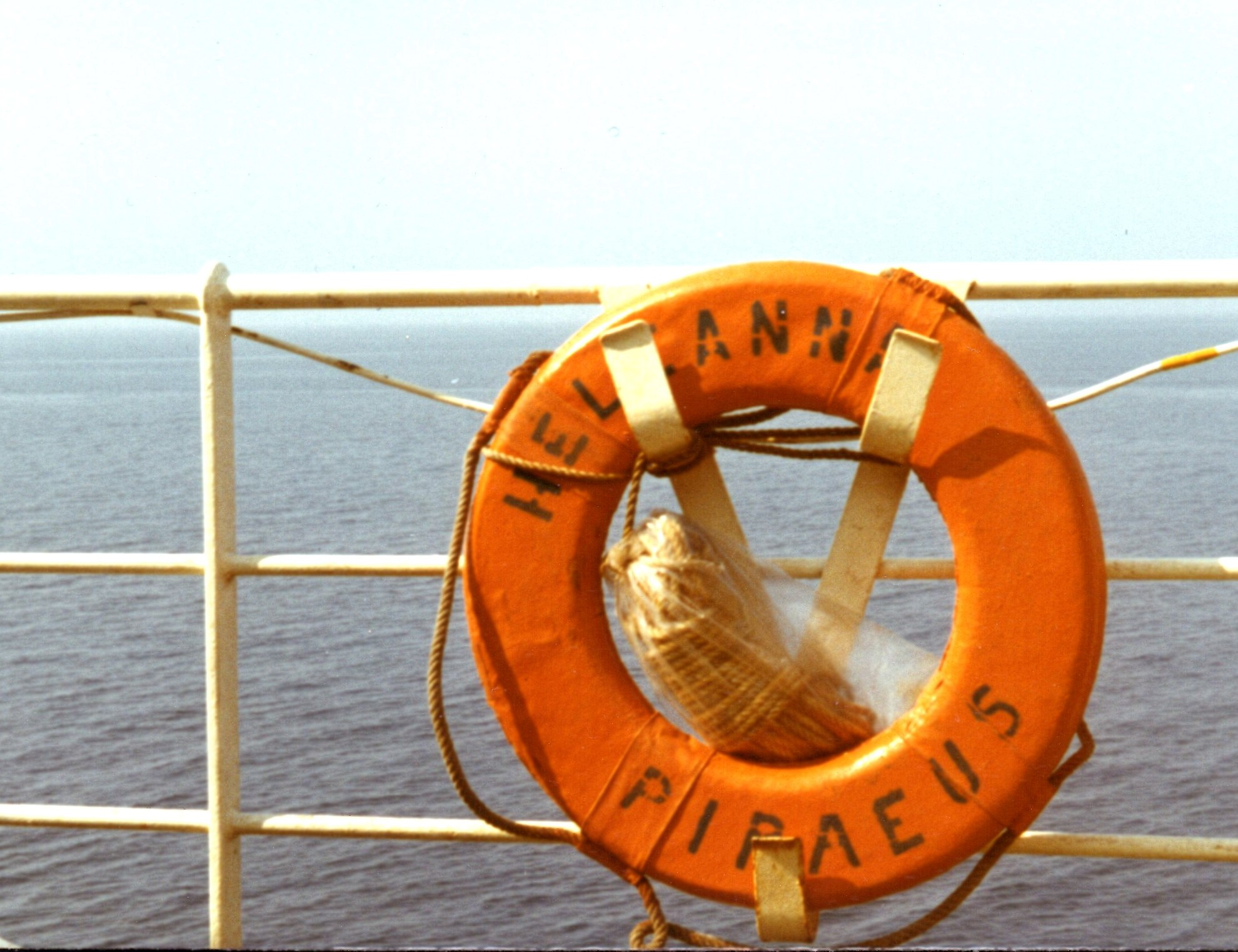
Rettungsring auf der Heleanna

## Brand 1971
Die Heleanna war am 27. August 1971 um 10 Uhr in Patras Richtung Ancona mit 1128 Passagieren, 185 Autos und 8 Lastwagen an Bord in See gestochen.
Gegen 5:30 Uhr verursachte ein Gasaustritt aus dem Küchenbereich einen starken Brand. Als der Wind stärker wurde, breitete sich das Feuer aus und der Kapitän befahl, das Schiff zu verlassen. Zum Zeitpunkt der Katastrophe war das Schiff mit 1174 Passagieren (etwa das Doppelte der erlaubten 620) und etwa 200 Autos auf dem Weg nach Ancona, 25 Seemeilen nördlich von Brindisi und 9 Seemeilen von Torre Canne entfernt, in der Nähe von Fasano auf Position 40° 58′ N, 17° 35′ O.
Das für 620 Personen zugelassene Schiff war zum Unglückszeitpunkt mit über 1100 Personen besetzt, so dass nicht genügend Rettungsmittel vorhanden waren. Da sich das Unglück nahe der Küste ereignete, konnten 1103 Passagiere und Besatzungsmitglieder gerettet werden. Von den Passagieren verschiedener Nationalitäten, mehrheitlich Italiener, Franzosen und Griechen, starben 25 Personen, weitere 16 blieben vermisst und etwa 270 wurden verletzt. Die Anwesenheit von blinden Passagieren an Bord machte es unmöglich, die genaue Zahl der Vermissten zu ermitteln.
Von den zwölf Rettungsbooten waren bei mehr als die Hälfte die Winden blockiert und konnten nicht ins Meer abgelassen werden. Von denen, die abgesenkt wurden, kenterte eines wegen Überfüllung.

## Rettung
Die Luft- und Seerettungen starteten von Brindisi, Bari, Monopoli, Taranto, Grottaglie und dazu kamen einige private Fischerboote (Laura, Madonna della Madia, Angela Danese, Nuova Vittoria, S. Cosimo, Caterina Tomacelli von Triest), die bei der Suche nach den Vermissten auf See und bei der Rettung der Schiffbrüchigen halfen. Das Feuer konnte erst nach vielen Stunden gelöscht werden.
Für die Hilfe und den Empfang, den die Städte Brindisi und Monopoli den Schiffbrüchigen der Heleanna boten, überreichte das Staatsoberhaupt Giovanni Leone am 15. Oktober 1972 den beiden Städten die Silberne Tapferkeitsmedaille in Anerkennung der antiken Tradition der Gastfreundschaft und des Bürgersinns des Volkes.

## Untersuchungen
Der Kapitän des Schiffes, Dimitrios Anthipas, der später sowohl von der italienischen als auch von der griechischen Justiz verurteilt wurde, versuchte am 30. August 1971 zu fliehen, wurde jedoch im Hafen von Brindisi verhaftet, bevor es ihm gelang, sich zusammen mit seiner Frau heimlich auf ein Schiff nach Griechenland zu begeben.
Nachfolgende Untersuchungen zeigten den schlechten Zustand des Schiffes und die schlechte Funktion der vorhandenen Rettungssysteme und Feuerhydranten.
Zum Zeitpunkt des Brandes und danach bis zum 27. Februar 1973 beanspruchte Italien nur 6 Seemeilen als Hoheitsgewässer. In diesem Sinne fand das Unglück in internationalen Gewässern statt. Dennoch erklärten die italienischen Behörden, dass sie für den Prozess gegen den Schiffskapitän zuständig seien, da einige der Opfer der Katastrophe sicherlich in den italienischen Hoheitsgewässern gestorben seien und mindestens ein Opfer im Krankenhaus von Brindisi verstorben sei. Die griechischen Behörden ihrerseits interessierten sich für die Angelegenheit, da das Schiff unter griechischer Flagge fuhr.

## Verbleib
Das Wrack wurde in den Hafen von Brindisi geschleppt, wo es bis 1974 in der Nähe des Alfonsino-Schlosses blieb, bevor es im Februar 1974 in die Werft Cantieri Lotti  von La Spezia geschleppt wurde, wo einige Teile weggeschnitten wurden. Später wurde das Wrack nach Toulon, Frankreich, abgeschleppt und im März 1975 zum Lastkahn umgebaut.